# 卡爾梅克志願騎兵團
卡爾梅克志願騎兵團（德語：Kalmückisches Kavalleriekorps)，是1942年后由大约5,000名不愿意继续留在苏联卡尔梅克，而是自愿加入德國国防军的卡尔梅克人組成的騎兵隊。

## 历史

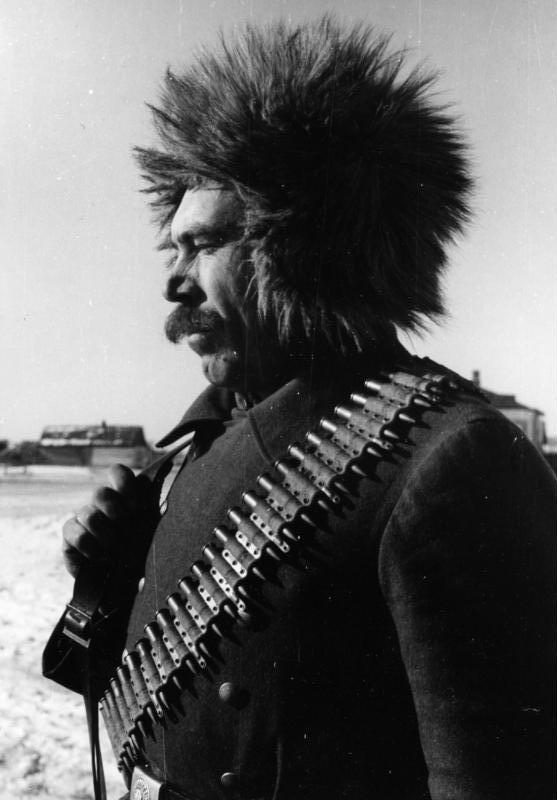
為國防軍服務的卡爾梅克志願者

卡尔梅克人属于西蒙古的一支，与当今中国的土尔扈特蒙古人同族。1943年斯大林将整个卡尔梅克人指控为通敌者并将其流放至西伯利亚。德國入侵蘇聯後向他們答應取消土地集体化，允许卡尔梅克人重新信奉佛教并在戰後成立自己的國家。
1942年初，當埃里希·馮·曼施坦因率領第16摩托化步兵師進入卡爾梅克共和國時，戈培爾出於宣傳目的而組建的委員會中已經有一些卡爾梅克顧問。這些人也得到了其他卡爾梅克人的補充，這些卡爾梅克人在俄羅斯十月革命後與白俄移民一起逃亡到了貝爾格萊德，後隨著德國的佔領而被德軍吸納。
1942年中，德國在佔領區逐漸建立起了一支卡尔梅克骑兵团。卡尔梅克自愿骑兵团由五個營组成，每個營由5個中隊组成。卡爾梅克志願騎兵團一切領導職務歸卡爾梅克人，大多數軍官是卡爾梅克人。少数德國人只在骑兵团承担輔助性和行政性的職能。卡爾梅克騎兵主要与德国军队一同在德国占领区进行作战，尤其是亚速海地区。作為回應，1943年，史達林宣布卡爾梅克民族作為一個整體是德國的通敵者，並下令將他們大規模驅逐到西伯利亞。
到1944年底，倖存的卡爾梅克騎兵部隊連同他們的家屬，一起跟德軍撤退。大約2000人撤退到西里西亞，1500人撤退到克羅地亞薩格勒布，在那裡他們被重組以對抗對抗游擊隊。
戰後，幾乎所有倖存的卡爾梅克士兵以及隨行的卡爾梅克家庭都被強行遣返回蘇聯。少数卡尔梅克人留在西德，成为德国公民。
儘管二戰期間有23,750名卡爾梅克人在紅軍服役，蘇聯國內的卡爾梅克人還是被強制驅逐了13年，作為對卡爾梅克騎兵團行為的集體懲罰。驅逐導致超過16,000人死亡，死亡率為17%。1989年11月14日，蘇聯最高委員會宣佈史達林的所有驅逐出境都是“非法和犯罪的”。
另有一些被盟軍俘獲的卡爾梅克人移民美國，成了如今的卡尔梅克裔美国人。